# Nikolétta Koutouxídou
Nikolétta Koutouxídou (grec moderne : Νικολέττα Κουτουξίδου) est une joueuse grecque de volley-ball née le 10 janvier 1980 à Thessalonique. Elle mesure 1,77 m et joue au poste de passeuse. Elle totalise 65 sélections en équipe de Grèce.

## Clubs
| Club                  | De        | À         |
| --------------------- | --------- | --------- |
| Panathlitikos Sykéon  | 1995-1996 | 1995-1996 |
| BAO Thessalonique     | 1996-1997 | 1997-1998 |
| Panellinios Athènes   | 1998-1999 | 2005-2006 |
| Melun-La Rochette     | 2006-2007 | 2006-2007 |
| Panathinaikos Athènes | 2007-2008 | 2011-2012 |
| AS Rota Volley        | jan 2012  | mai 2012  |
| Pallavolo Ornavasso   | 2012-2013 | 2012-2013 |
| Volley-Ball Nantes    | 2013-2014 | 2014-2015 |
| Panathinaikos Athènes | 2015-2016 | …         |

## Palmarès
- Championnat de Grèce
  - Vainqueur : 2001, 2002, 2008, 2009, 2010, 2011.
- Coupe de Grèce
  - Vainqueur : 2001, 2008, 2009, 2010.
- Challenge Cup féminine
  - Finaliste : 2009
- Championnat de France
  - Finaliste : 2014
- Coupe de France 
  - Finaliste : 2014